# Шварцгайде
Шварцгайде (нім. Schwarzheide) — місто в Німеччині, розташоване в землі Бранденбург. Входить до складу району Верхній Шпревальд-Лаузіц.
Площа — 33,23 км2. Населення становить 5568 ос. (станом на 31 грудня 2020).

## Географія

### Адміністративний поділ
Місто  складається з 4 районів:
- Шварцгайде-Вест
- Вандельгоф
- Шварцгайде-Мітте
- Шварцгайде-Ост

## Демографія
| Рік  | Населення |
| ---- | --------- |
| 1875 | 983       |
| 1890 | 1 175     |
| 1910 | 2 145     |
| 1925 | 3 638     |
| 1939 | 5 898     |
| 1950 | 8 287     |
| 1964 | 8 169     |

| Рік  | Населення |
| ---- | --------- |
| 1971 | 8 570     |
| 1981 | 9 920     |
| 1985 | 9 262     |
| 1990 | 8 936     |
| 1995 | 7 881     |
| 2000 | 7 203     |
| 2005 | 6 555     |

| Рік  | Населення |
| ---- | --------- |
| 2010 | 6 053     |
| 2015 | 5 795     |
| 2016 | 5 711     |
| 2017 | 5 679     |
| 2018 | 5 652     |
| 2019 | 5 635     |
| 2020 | 5 568     |

Джерела даних вказані на Wikimedia Commons.

## Галерея

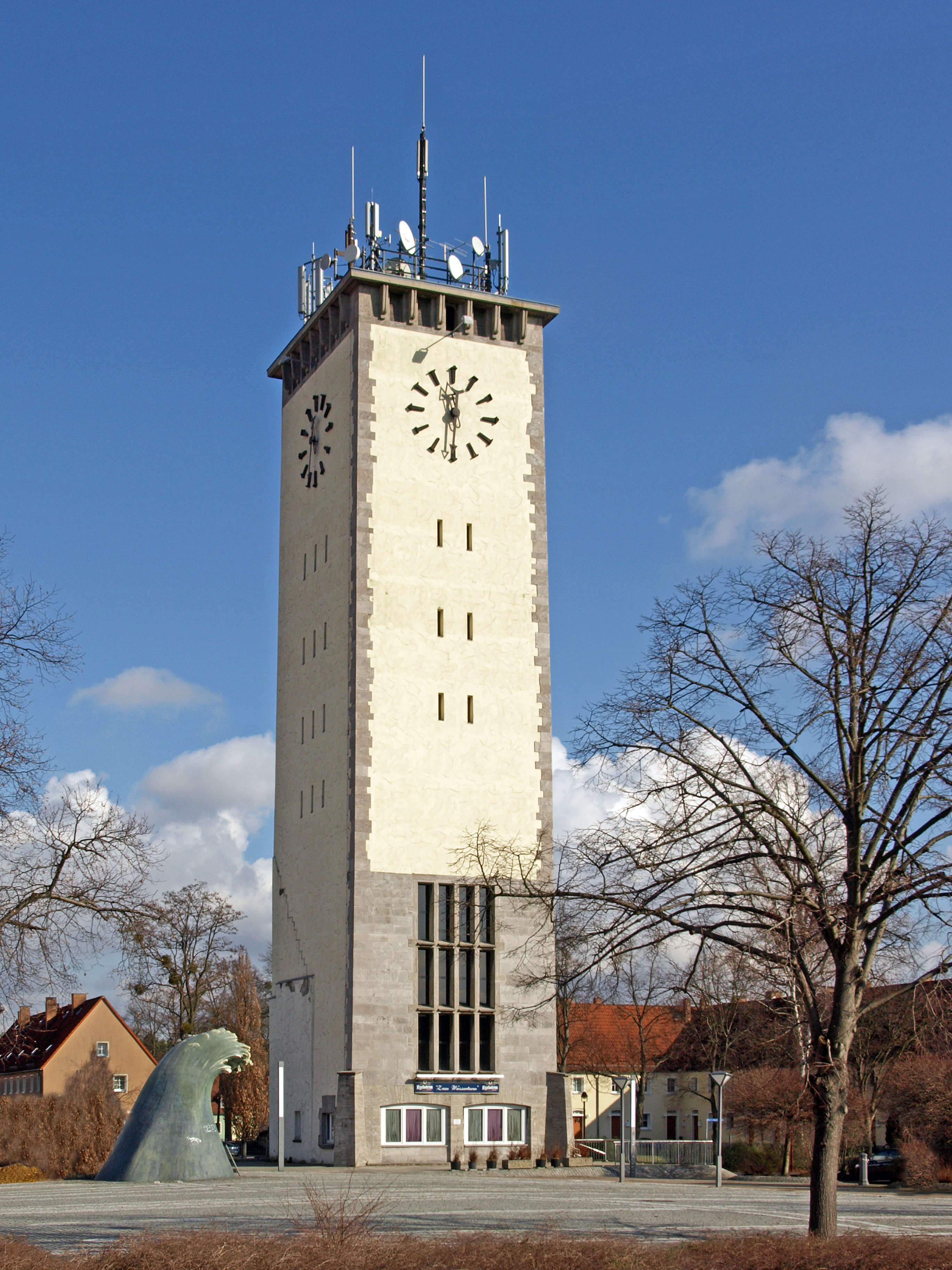
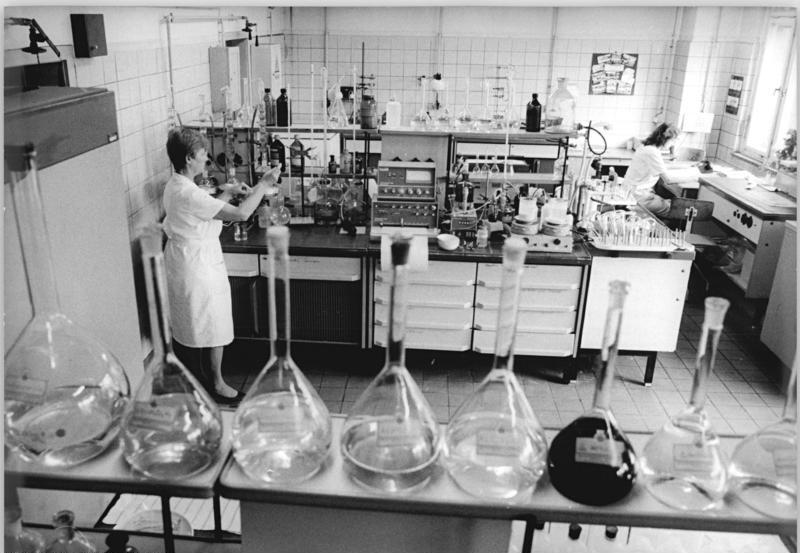
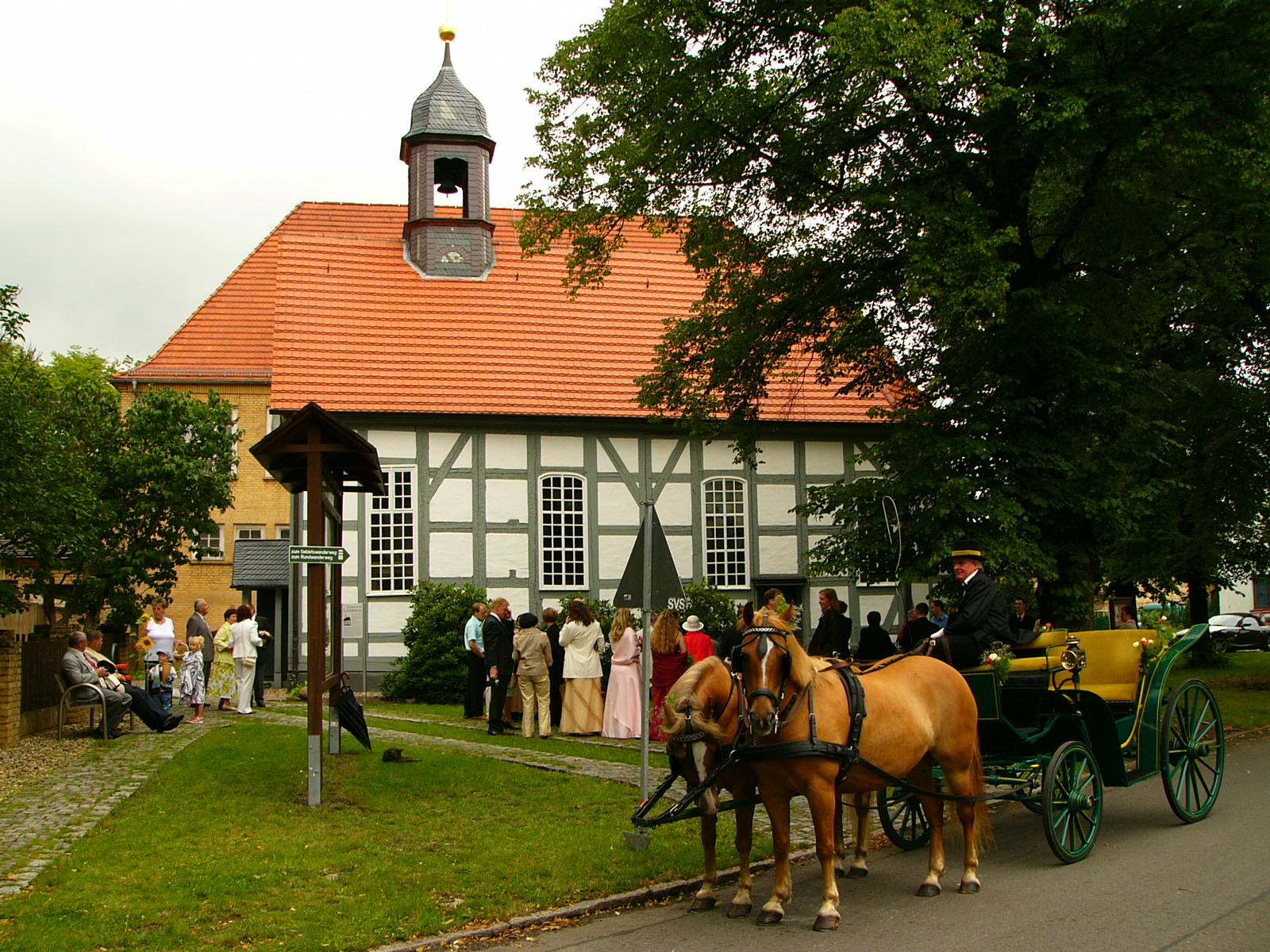
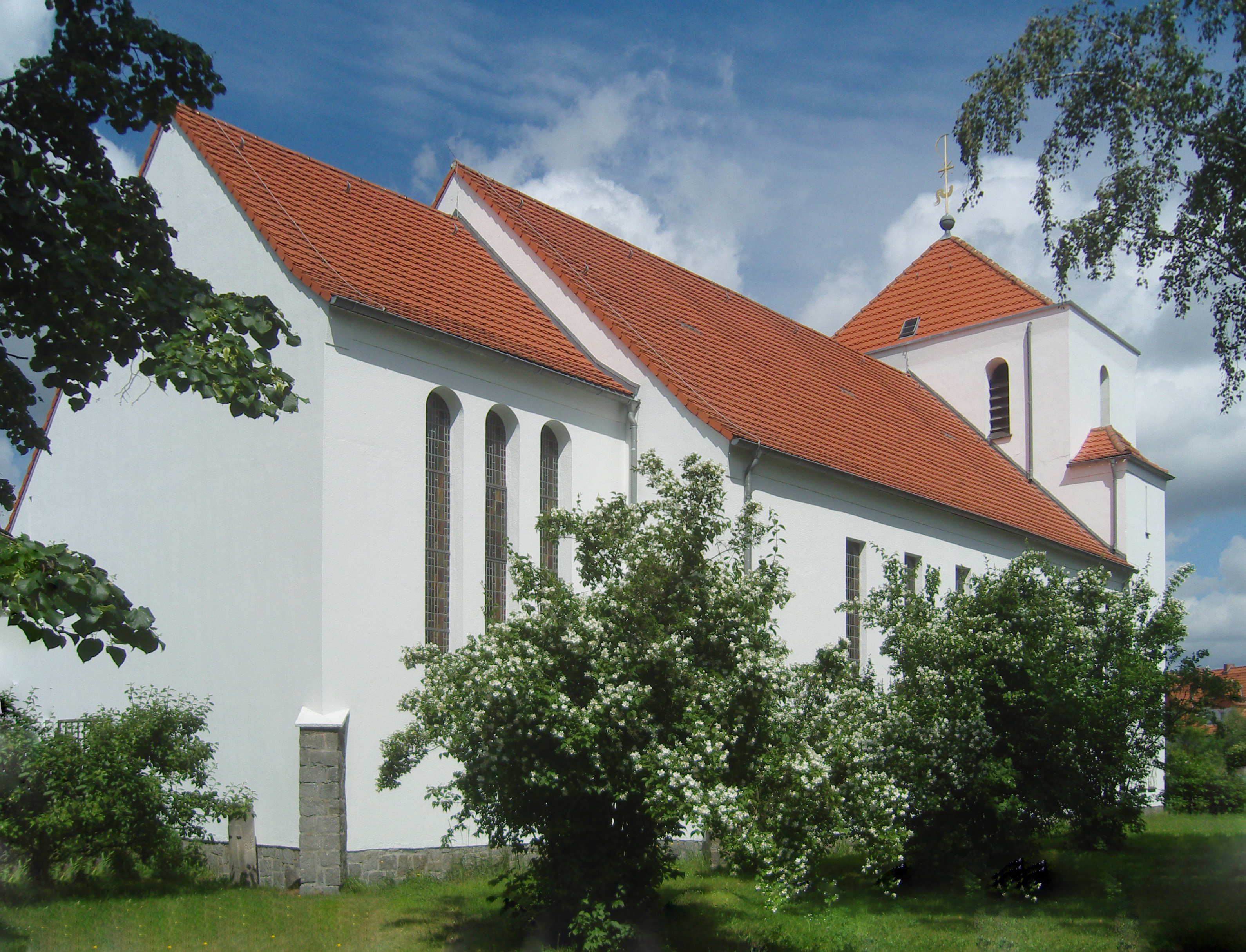
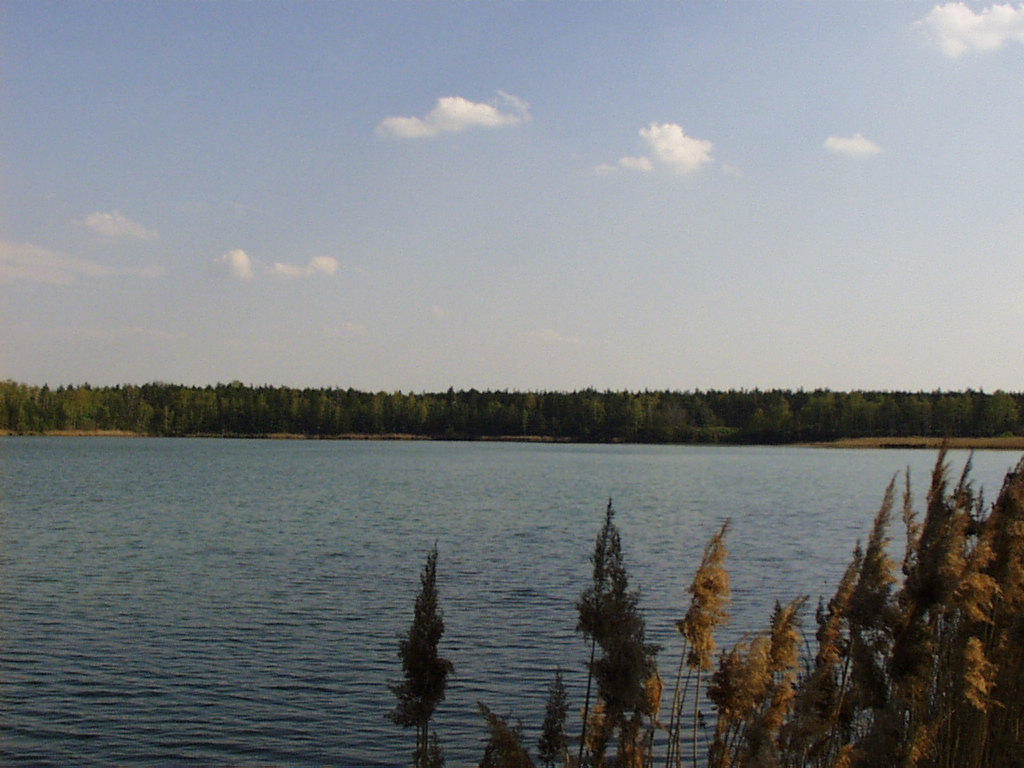
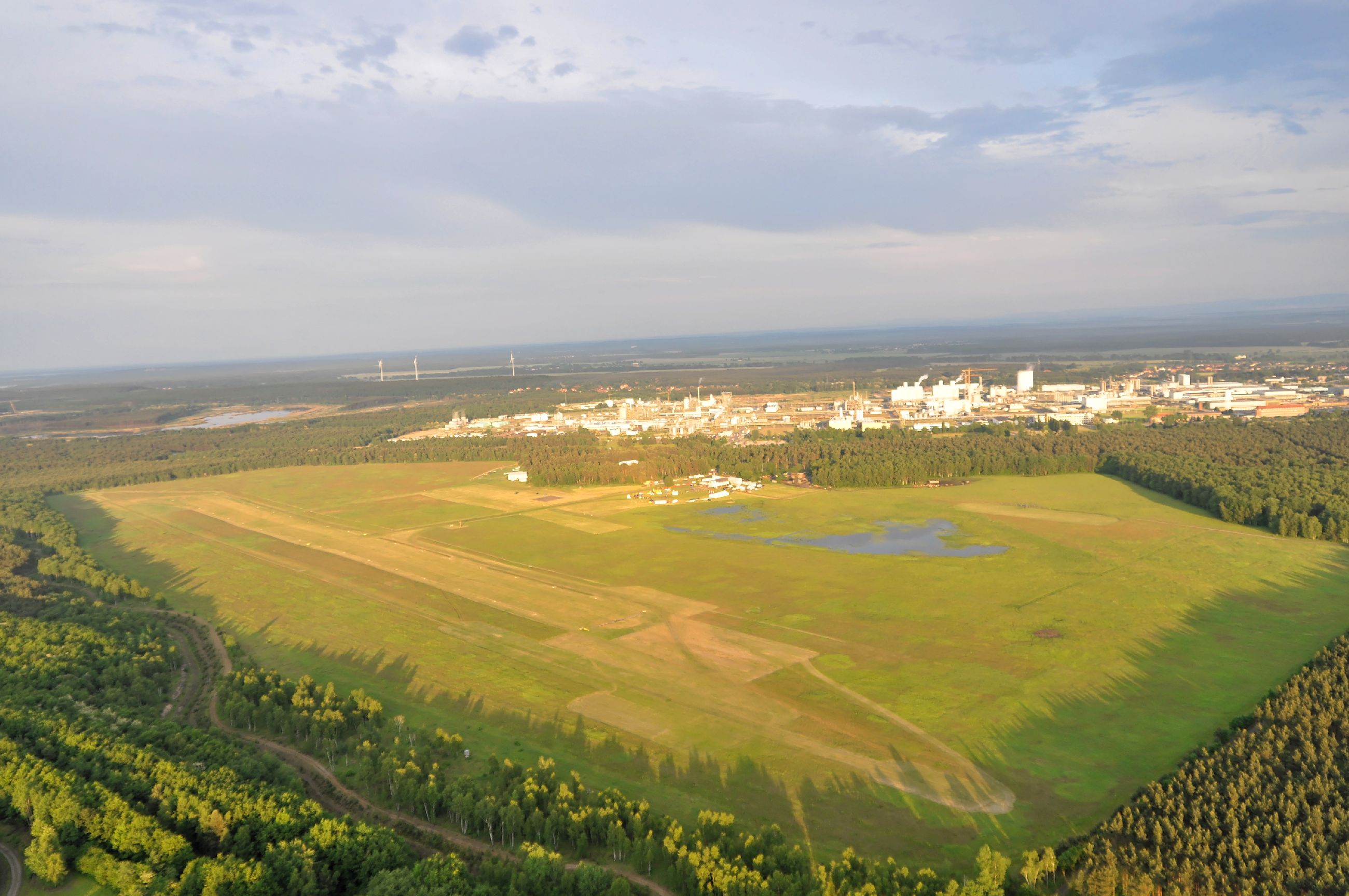